# The Wytches
The Wytches es una banda del género rock psicodélico formados en el año 2011. La banda es formada por Kristian Bell quien toca la guitarra, canta y compone, el baterista Gianni Honey y el bajista Daniel Rumsey. 

## Historia
Kristen Bell y Gianni Honey tocaban juntos en una banda llamada The Crooked Cannes en su lugar de residencia en Peterborough, pero desistieron de seguir porque eran "muy adolescentes y embarazosos" según Bell. Después de desintegrar la banda, los dos se mudan a Brighton para asistir a la universidad, donde se disponen a buscar un bajista, la única persona en atender al llamado fue Daniel Rumsey, quien terminó uniéndose a la banda.

## Discografía
Annabel Dream Reader (2014)
All Your Happy Life (2016)
Home Recordings (2016)
Three Mile Ditch (2020)

## Reconocimientos y méritos
El álbum ocupó el puesto número 50 en el UK Album Chart.